# Auto Union Typ A
Auto Union Typ A je Auto Unionov prvi dirkalnik, ki je bil v uporabi v sezonah 1934 in 1935, ko so z njim dirkali Hans Stuck, Hermann zu Leiningen, August Momberger, Wilhelm Sebastian, Ernst Burggaller in Achille Varzi. Motor V16 je imel delovno prostornino 4360 cm³, lahko je proizvajal moč 295 KM pri 4500 rpm in dosegal navor 530 Nm. Dirkalnik je dosegal najvišjo hitrost 275 km/h. Debitiral je na dirki Avusrennen, kjer je Momberger zasedel tretje mesto. Vse tri zmage v sezoni 1934 je dosegel Hans Stuck, in sicer na prvenstveni dirki za Veliko nagrado Nemčije ter neprvenstvenih dirkah za Veliko nagrado Švice in Veliko nagrado Masaryka. Dirkalnik je bil v uporabi tudi v prvi četrtini sezone 1935, ko je Varzi dosegel zadnjo zmago dirkalnika na dirki za Veliko nagrado Tunisa, nato pa ga je nadomestil novi dirkalnik Auto Union Typ B. 